# NGC 4719
NGC 4719 (другие обозначения — UGC 7987, IRAS12477+3325, MCG 6-28-35, KUG 1247+334, MK 446, KARA 553, ZWG 188.24, PGC 43428) — спиральная галактика с перемычкой (SBb) в созвездии Гончие Псы.
В галактике наблюдается повышенное ультрафиолетовое излучение, и потому её относят к галактикам Маркаряна. Причиной является всплеск звездообразования из-за взаимодействия с соседними галактиками.
Этот объект входит в число перечисленных в оригинальной редакции «Нового общего каталога».